# Peaky Blinders
Peaky Blinders és una sèrie de televisió britànica de drama històric creada per Steven Knight i emesa pel canal BBC Two de British Broadcasting Corporation. Ambientada a Birmingham, la sèrie segueix els Peaky Blinders, una família de gàngsters establerta a la ciutat durant l'any 1919, just després de la Primera Guerra Mundial. La sèrie es basa vagament en la banda criminal del mateix nom que va existir a Birmingham entre les dècades del 1880 i el 1910.
La sèrie compta amb un repartiment coral liderat per Cillian Murphy en el paper de Tommy Shelby, Helen McCrory com a Elizabeth "Polly" Gray, Paul Anderson com a Arthur Shelby, Sophie Rundle com a Ada Shelby i Joe Cole com a John Shelby, que són els principals membres de la banda. També hi apareixen els actors Sam Neill, Annabelle Wallis, Iddo Goldberg, Tom Hardy, Charlotte Riley, Finn Cole, Natasha O'Keeffe, Paddy Considine, Adrien Brody, Aidan Gillen, Anya Taylor-Joy, Sam Claflin, Amber Anderson, James Frecheville i Stephen Graham.
La sèrie es va començar a emetre el 12 de setembre de 2013 a la BBC Two, va continuar en el mateix canal fins a la quarta temporada i va ser emesa per la BBC One les temporades cinc i sis. Netflix va adquirir els drets per poder-la emetre als Estats Units i a la resta del món. El gener del 2021 es va anunciar que la sisena temporada seria l'última i que es produiria una pel·lícula spin-off. Després de 36 episodis, la sèrie es va acabar d'emetre l'abril del 2022.

## Sinopsi
Peaky Blinders se centra en els Shelby, una família de gàngsters que té l'origen en nòmades irlandesos i gitanos residents a Birmingham, a Anglaterra. La sèrie comença el 1919, uns mesos després del final de la Primera Guerra Mundial. Se segueixen de prop les accions de l'ambiciós i perillós cap de la banda, Tommy Shelby, que criden l'atenció de l'inspector en cap Chester Campbell, un detectiu de la Reial Policia Irlandesa que és enviat des de Belfast a Birmingham per netejar la ciutat i acabar amb els delictes de la banda, a més d'eliminar el Partit Comunista de la Gran Bretanya i les accions de l'Exèrcit Republicà Irlandès. La seva arribada és a causa d'un robatori d'armes comès, suposadament, pels Peaky Blinders.
En la segona temporada, els Peaky Blinders expandeixen la seva organització criminal cap a diferents zones mentre mantenen una base forta a Birmingham. La temporada té inici el 1921 i final al circuit de curses de cavalls d'Epsom el 31 de maig de 1922.

## Repartiment principal
- Cillian Murphy com a Tommy Shelby, el cap de banda dels Peaky Blinders.[5][6]
- Sam Neill com l'inspector cap Chester Campbell (temporades 1-2), un policia purità arribat de Belfast.[2]
- Helen McCrory com a Elizabeth Pollyanna "Polly" Gray (temporades 1-5), la tieta dels germans Shelby i la tresorera dels Peaky Blinders.[7]
- Paul Anderson com a Arthur Shelby Jr.,[8] el millor amic d'en Tommy i el més gran dels germans Shelby.[9]
- Annabelle Wallis com a Grace Shelby (nascuda Burgess) (temporades 1-3, 5), una jove irlandesa que va ser una agent encoberta i protestant irlandesa. És la primera esposa d'en Tommy i la mare del seu fill Charlie.[10][11]
- Iddo Goldberg com a Freddie Thorne (temporada 1), un activista comunista conegut que va lluitar durant la Primera Guerra Mundial, amic d'infància d'en Tommy. Va ser el marit de l'Ada, amb qui va tenir un fill.[12]
- Sophie Rundle com a Ada Thorne (nascuda Shelby); l'única germana, i la més petita, dels germans Shelby.[13]
- Joe Cole com a John Shelby (temporades 1-4); el segon germà més petit dels Shelby i membre dels Peaky Blinders.[14]
- Charlie Creieu-Milers com a Billy Kimber, cap de les cases d'apostes que entrarà en negocis amb la banda.
- Andy Nyman (temporada 1) i Richard McCabe (temporada 2) com a Winston Churchill, ministre del govern que serà un enllaç amb Campbell.
- Noah Taylor com a Darby Sabini, cap del crim italià a Londres, que controla les apostes a tots els hipòdroms del sud del país.
- Finn Cole com a Michael Gray, fill de Polly.
- Anya Taylor-Joy com a Gina Gray (temporada 5), com l'esposa de Michael Gray a Amèrica.

### Repartiment recurrent
- Tom Hardy com a Alfie Solomons, capdavanter d'una perillosa banda de criminals jueus amb base a Camden Town.
- Tommy Flanagan com a Arthur Shelby Sr., pare de la família Shelby, que va fugir fa anys.
- Benjamin Zephaniah com a Jeremiah Jesus.
- David Dawson com a Roberts.
- Ned Dennehy com a Charlie Strong.
- Llop Chan com a Mr. Zhang.
- Alfie Evans-Meese com a Finn Shelby.
- Neil Bell com a Harry Fenton.
- Samuel Edward-Cook com a Danny Whizz-Bang, amb el nom real de Danny Owen.
- Adrien Brody com a Luca Changretta.[15]

## Repartiment
| Personatge                                        | Interpretat per     | Temporada       | Temporada       | Temporada       | Temporada       | Temporada       | Temporada       |
| Personatge                                        | Interpretat per     | 1               | 2               | 3               | 4               | 5               | 6               |
| ------------------------------------------------- | ------------------- | --------------- | --------------- | --------------- | --------------- | --------------- | --------------- |
| Thomas "Tommy" Shelby                             | Cillian Murphy      | Protagonista    | Protagonista    | Protagonista    | Protagonista    | Protagonista    | Protagonista    |
| Inspector Chester Campbell                        | Sam Neill           | Protagonista    | Protagonista    | Does not appear | Does not appear | Does not appear | Does not appear |
| Elizabeth Pollyanna "Polly" Gray (nascuda Shelby) | Helen McCrory       | Protagonista    | Protagonista    | Protagonista    | Protagonista    | Protagonista    | Does not appear |
| Arthur Shelby Jr.                                 | Paul Anderson       | Protagonista    | Protagonista    | Protagonista    | Protagonista    | Protagonista    | Protagonista    |
| Grace Shelby (nascuda Burgess)                    | Annabelle Wallis    | Protagonista    | Protagonista    | Protagonista    | Does not appear | Protagonista    | Does not appear |
| Freddie Thorne                                    | Iddo Goldberg       | Protagonista    | Does not appear | Does not appear | Does not appear | Does not appear | Does not appear |
| Ada Thorne (nascuda Shelby)                       | Sophie Rundle       | Protagonista    | Protagonista    | Protagonista    | Protagonista    | Protagonista    | Protagonista    |
| John "Johnny" Shelby                              | Joe Cole            | Protagonista    | Protagonista    | Protagonista    | Protagonista    | Does not appear | Does not appear |
| Charlie Strong                                    | Ned Dennehy         | Protagonista    | Protagonista    | Protagonista    | Protagonista    | Protagonista    | Protagonista    |
| Jeremiah "Jimmy" Jesus                            | Benjamin Zephaniah  | Protagonista    | Protagonista    | Protagonista    | Protagonista    | Protagonista    | Protagonista    |
| Roberts                                           | David Dawson        | Protagonista    | Does not appear | Does not appear | Does not appear | Does not appear | Does not appear |
| Winston Churchill                                 | Andy Nyman          | Protagonista    | Does not appear | Does not appear | Does not appear | Does not appear | Does not appear |
| Winston Churchill                                 | Richard McCabe      | Does not appear | Recurrent       | Does not appear | Does not appear | Does not appear | Does not appear |
| Winston Churchill                                 | Neil Maskell        | Does not appear | Does not appear | Does not appear | Does not appear | Protagonista    | Protagonista    |
| Billy Kimber                                      | Charlie Creed-Miles | Protagonista    | Does not appear | Does not appear | Does not appear | Does not appear | Does not appear |
| Arthur Shelby Sr.                                 | Tommy Flanagan      | Protagonista    | Does not appear | Does not appear | Does not appear | Does not appear | Does not appear |
| Darby Sabini                                      | Noah Taylor         | Does not appear | Protagonista    | Does not appear | Does not appear | Does not appear | Does not appear |
| Alfred "Alfie" Solomons                           | Tom Hardy           | Does not appear | Protagonista    | Protagonista    | Protagonista    | Protagonista    | Protagonista    |
| May Fitz Carleton                                 | Charlotte Riley     | Does not appear | Protagonista    | Does not appear | Protagonista    | Does not appear | Does not appear |
| Michael Gray                                      | Finn Cole           | Does not appear | Protagonista    | Protagonista    | Protagonista    | Protagonista    | Protagonista    |
| Lizzie Shelby (nascuda Stark)                     | Natasha O'Keeffe    | Convidada       | Protagonista    | Protagonista    | Protagonista    | Protagonista    | Protagonista    |
| Esme Shelby-Lee                                   | Aimee-Ffion Edwards | Recurrent       | Recurrent       | Protagonista    | Protagonista    | Does not appear | Protagonista    |
| Gran Duquesa Tatiana Petrovna                     | Gaite Jansen        | Does not appear | Does not appear | Protagonista    | Does not appear | Does not appear | Does not appear |
| Ruben Oliver                                      | Alexander Siddig    | Does not appear | Does not appear | Protagonista    | Does not appear | Does not appear | Does not appear |
| Johnny Dogs                                       | Packy Lee           | Recurrent       | Recurrent       | Protagonista    | Protagonista    | Protagonista    | Protagonista    |
| Arxiduc Leon Romanov                              | Jan Bijvoet         | Does not appear | Does not appear | Protagonista    | Does not appear | Does not appear | Does not appear |
| Gran Duquesa Izabella Petrovna                    | Dina Korzun         | Does not appear | Does not appear | Protagonista    | Does not appear | Does not appear | Does not appear |
| Pare John Hughes                                  | Paddy Considine     | Does not appear | Does not appear | Protagonista    | Does not appear | Does not appear | Does not appear |
| Linda Shelby                                      | Kate Phillips       | Does not appear | Does not appear | Recurrent       | Protagonista    | Protagonista    | Protagonista    |
| Jessie Eden                                       | Charlie Murphy      | Does not appear | Does not appear | Does not appear | Protagonista    | Protagonista    | Does not appear |
| Luca Changretta                                   | Adrien Brody        | Does not appear | Does not appear | Does not appear | Protagonista    | Does not appear | Does not appear |
| Curly                                             | Ian Peck            | Recurrent       | Recurrent       | Recurrent       | Protagonista    | Protagonista    | Protagonista    |
| Bonnie Gold                                       | Jack Rowan          | Does not appear | Does not appear | Does not appear | Protagonista    | Protagonista    | Does not appear |
| Aberama Gold                                      | Aidan Gillen        | Does not appear | Does not appear | Does not appear | Protagonista    | Protagonista    | Does not appear |
| Gina Gray                                         | Anya Taylor-Joy     | Does not appear | Does not appear | Does not appear | Does not appear | Protagonista    | Protagonista    |
| Coronel Ben Younger                               | Kingsley Ben-Adir   | Does not appear | Does not appear | Does not appear | Convidat        | Protagonista    | Does not appear |
| Sir Oswald Mosley                                 | Sam Claflin         | Does not appear | Does not appear | Does not appear | Does not appear | Protagonista    | Protagonista    |
| Jimmy McCavern                                    | Brian Gleeson       | Does not appear | Does not appear | Does not appear | Does not appear | Protagonista    | Does not appear |
| Mare Superiora                                    | Kate Dickie         | Does not appear | Does not appear | Does not appear | Does not appear | Protagonista    | Does not appear |
| Brilliant Chang                                   | Andrew Koji         | Does not appear | Does not appear | Does not appear | Does not appear | Protagonista    | Does not appear |
| Barney Thomason                                   | Cosmo Jarvis        | Does not appear | Does not appear | Does not appear | Does not appear | Protagonista    | Does not appear |
| Finn Shelby                                       | Alfie Evans-Meese   | Recurrent       | Does not appear | Does not appear | Does not appear | Does not appear | Does not appear |
| Finn Shelby                                       | Harry Kirton        | Does not appear | Recurrent       | Recurrent       | Recurrent       | Recurrent       | Protagonista    |
| Laura McKee                                       | Charlene McKenna    | Does not appear | Does not appear | Does not appear | Does not appear | Convidada       | Protagonista    |
| Frances                                           | Pauline Turner      | Does not appear | Does not appear | Does not appear | Recurrent       | Recurrent       | Protagonista    |
| Lady Diana Mitford                                | Amber Anderson      | Does not appear | Does not appear | Does not appear | Does not appear | Does not appear | Protagonista    |
| Jack Nelson                                       | James Frecheville   | Does not appear | Does not appear | Does not appear | Does not appear | Does not appear | Protagonista    |
| Hayden Stagg                                      | Stephen Graham      | Does not appear | Does not appear | Does not appear | Does not appear | Does not appear | Protagonista    |
| Erasmus "Duke" Shelby                             | Conrad Khan         | Does not appear | Does not appear | Does not appear | Does not appear | Does not appear | Protagonista    |
| Isaiah Jesus                                      | Jordan Bolger       | Does not appear | Recurrent       | Recurrent       | Recurrent       | Does not appear | Does not appear |
| Isaiah Jesus                                      | Daryl McCormack     | Does not appear | Does not appear | Does not appear | Does not appear | Recurrent       | Protagonista    |
| Billy Grade                                       | Emmett J. Scanlan   | Does not appear | Does not appear | Does not appear | Does not appear | Recurrent       | Protagonista    |

| 1. 2. 3. 4. 5. 6. 7. |

## Producció

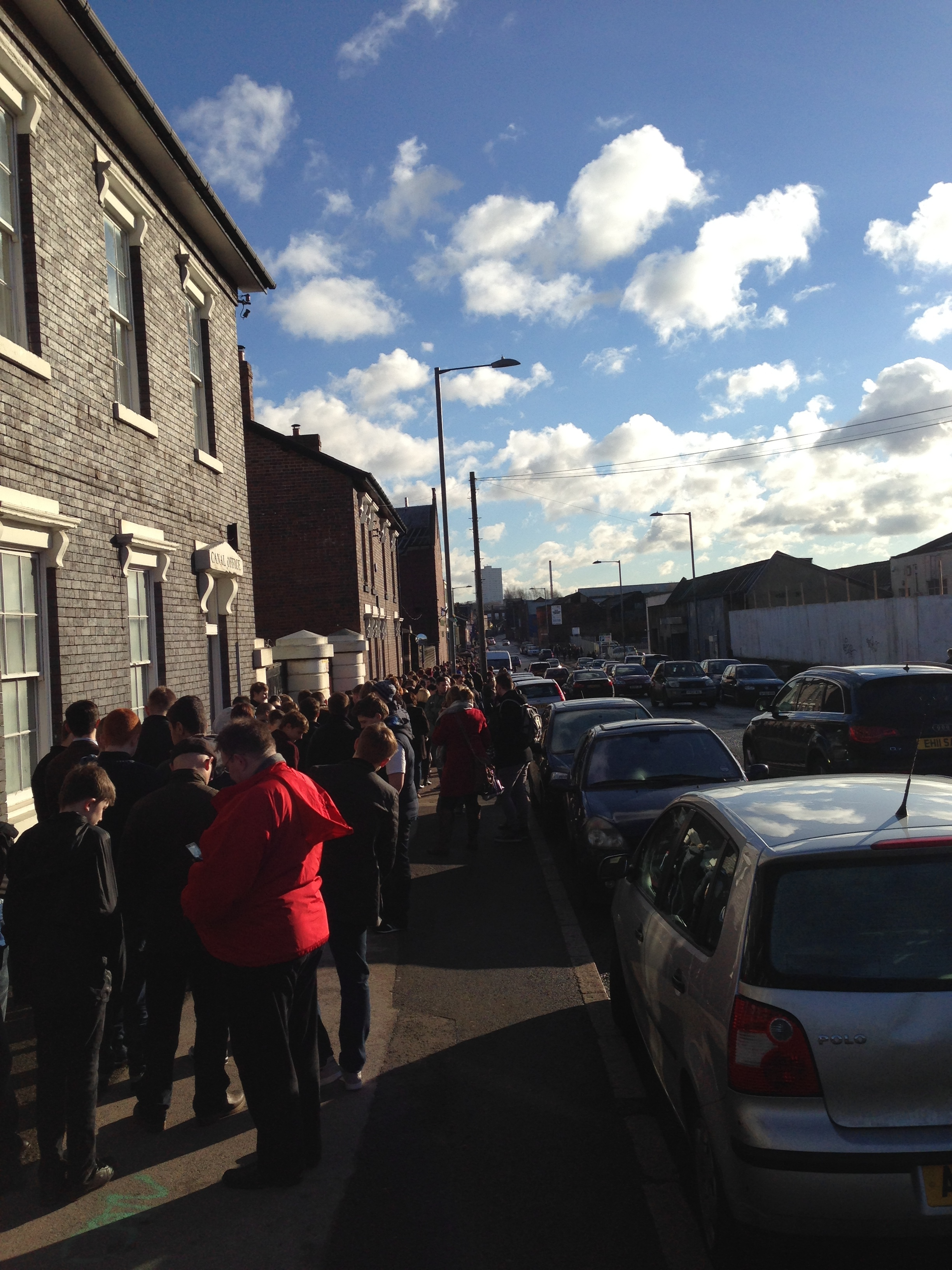
Candidats per a extres fent cua a Birmingham

Peaky Blinders va ser creada per Steven Knight, dirigida per Otto Bathurst i Tom Harper, i produïda per Katie Swinden. Els guionistes són Steven Knight, David Leland, Stephen Russell i Toby Finlay.
La sèrie es va rodar a Birmingham, Bradford, Dudley, Leeds i Liverpool. Les escenes del ferrocarril van ser rodades entre Keighley and Damems, utilitzant carruatges del Museu Ferroviari Ingrow (propietat de Vintage Carriages Trust) i carruatges pertanyents a Lancashire & Yorkshire Railway Trust.
Encara que és un dels actors més coneguts de Nova Zelanda, Sam Neill té arrels al Comtat de Tyrone, Irlanda del Nord. El seu pare estava assignat en Omagh com a oficial dels Guàrdies Irlandesos quan Neill va néixer el 1947. Neill va sol·licitar l'ajuda dels seus companys actors James Nesbitt i Liam Neeson (tots dos nord-irlandesos) per ajudar-li a perfeccionar el seu accent per al paper de l'inspector Campbell. Al final, va haver de suavitzar l'accent, ja que la sèrie està sent comercialitzada als Estats Units.
Poc després de l'emissió de la primera temporada es va confirmar la segona temporada. L'11 de gener de 2014 es van dur a terme una sèrie d'audicions a la zona de Digbeth, Birmingham (prop d'on es filmen parts de la sèrie) per aparèixer com a extres, la qual cosa va resultar en llargues cues. Al repartiment de la segona temporada es va unir l'actor Tom Hardy.

### Tercera temporada
Després de l'emissió de l'episodi final de la segona temporada, es va anunciar de forma oficial, a través de twitter, la renovació de la sèrie per a una tercera temporada. A l'octubre de 2015, es va anunciar l'inici del rodatge d'aquesta tercera temporada. El rodatge es va acabar el 22 de gener de 2016, després de 78 dies treballant.

## Llista d'episodis
| Temporada | Temporada | Episodis | Episodis | Dates d’emissió        | Dates d’emissió        | Dates d’emissió | Mitjana d'espectadors (Regne Unit) (milions) |
| Temporada | Temporada | Episodis | Episodis | Primera emissió        | Última emissió         | Network         | Mitjana d'espectadors (Regne Unit) (milions) |
| --------- | --------- | -------- | -------- | ---------------------- | ---------------------- | --------------- | -------------------------------------------- |
|           | 1         | 6        | 6        | 12 de setembre de 2013 | 17 d'octubre de 2013   | BBC Two CBS     | 2.38                                         |
|           | 2         | 6        | 6        | 2 d'octubre de 2014    | 6 de novembre de 2014  | BBC Two CBS     | 2.18                                         |
|           | 3         | 6        | 6        | 5 de maig de 2016      | 9 de juny de 2016      | BBC Two CBS     | 2.38                                         |
|           | 4         | 6        | 6        | 15 de novembre de 2017 | 20 de desembre de 2017 | BBC Two CBS     | 3.35                                         |
|           | 5         | 6        | 6        | 25 d'agost de 2019     | 22 de setembre de 2019 | BBC One CBS     | 5.87                                         |
|           | 6         | 6        | 6        | 27 de febrer de 2022   | 3 d'abril de 2022      | BBC One CBS     | 5.42                                         |

### Primera temporada
| Núm. total | Núm. en la sèrie | Episodi   | Direcció      | Guió                            | Data d'emissió original | Espectadors UK (milions) |
| ---------- | ---------------- | --------- | ------------- | ------------------------------- | ----------------------- | ------------------------ |
| 1          | 1                | Episode 1 | Otto Bathurst | Steven Knight                   | 12 de setembre de 2013  | 3.05                     |
| 2          | 2                | Episode 2 | Otto Bathurst | Steven Knight                   | 19 de setembre de 2013  | 2.45                     |
| 3          | 3                | Episode 3 | Otto Bathurst | Steven Knight                   | 26 de setembre de 2013  | 2.20                     |
| 4          | 4                | Episode 4 | Tom Harper    | Steven Knight i Stephen Russell | 3 d'octubre de 2013     | 2.31                     |
| 5          | 5                | Episode 5 | Tom Harper    | Steven Knight i Toby Finlay     | 10 d'octubre de 2013    | 2.03                     |
| 6          | 6                | Episode 6 | Tom Harper    | Steven Knight                   | 17 d'octubre de 2013    | 2.24                     |

### Segona temporada
| Núm. total | Núm. en la sèrie | Episodi   | Direcció      | Guió          | Data d'emissió original | Espectadors UK (milions) |
| ---------- | ---------------- | --------- | ------------- | ------------- | ----------------------- | ------------------------ |
| 7          | 1                | Episode 1 | Colm McCarthy | Steven Knight | 2 d'octubre de 2012     | 2.31                     |
| 8          | 2                | Episode 2 | Colm McCarthy | Steven Knight | 9 d'octubre de 2014     | 2.18                     |
| 9          | 3                | Episode 3 | Colm McCarthy | Steven Knight | 16 d'octubre de 2014    | 2.20                     |
| 10         | 4                | Episode 4 | Colm McCarthy | Steven Knight | 23 d'octubre de 2014    | 2.06                     |
| 11         | 5                | Episode 5 | Colm McCarthy | Steven Knight | 30 d'octubre de 2014    | 2.10                     |
| 12         | 6                | Episode 6 | Colm McCarthy | Steven Knight | 6 de novembre de 2014   | 2.24                     |

### Tercera temporada
| Núm. total | Núm. en la sèrie | Episodi   | Direcció     | Guió          | Data d'emissió original | Espectadors UK (milions) |
| ---------- | ---------------- | --------- | ------------ | ------------- | ----------------------- | ------------------------ |
| 13         | 1                | Episode 1 | Tim Mielants | Steven Knight | 5 de maig de 2016       | 2.95                     |
| 14         | 2                | Episode 2 | Tim Mielants | Steven Knight | 12 de maig de 2016      | 2.43                     |
| 15         | 3                | Episode 3 | Tim Mielants | Steven Knight | 19 de maig de 2016      | 2.20                     |
| 16         | 4                | Episode 4 | Tim Mielants | Steven Knight | 26 de maig de 2016      | 2.19                     |
| 17         | 5                | Episode 5 | Tim Mielants | Steven Knight | 2 de juny de 2016       | 2.24                     |
| 18         | 6                | Episode 6 | Tim Mielants | Steven Knight | 9 de juny de 2016       | 2.27                     |

### Quarta temporada
| Núm. total | Núm. en la sèrie | Títol         | Direcció      | Guió          | Data d'emissió original | Espectadors UK (milions) |
| ---------- | ---------------- | ------------- | ------------- | ------------- | ----------------------- | ------------------------ |
| 19         | 1                | «The Noose»   | David Caffrey | Steven Knight | 15 de novembre de 2017  | 3.44                     |
| 20         | 2                | «Heathens»    | David Caffrey | Steven Knight | 22 de novembre de 2017  | 3.31                     |
| 21         | 3                | «Blackbird»   | David Caffrey | Steven Knight | 29 de novembre de 2017  | 3.43                     |
| 22         | 4                | «Dangerous»   | David Caffrey | Steven Knight | 6 de desembre de 2017   | 3.17                     |
| 23         | 5                | «The Duel»    | David Caffrey | Steven Knight | 13 de desembre de 2017  | 3.16                     |
| 24         | 6                | «The Company» | David Caffrey | Steven Knight | 20 de desembre de 2017  | 3.56                     |

### Cinquena temporada
| Núm. total | Núm. en la sèrie | Títol           | Direcció      | Guió          | Data d'emissió original | Espectadors UK (milions) |
| ---------- | ---------------- | --------------- | ------------- | ------------- | ----------------------- | ------------------------ |
| 25         | 1                | «Black Tuesday» | Anthony Byrne | Steven Knight | 25 d'agost de 2019      | 6.25                     |
| 26         | 2                | «Black Cats»    | Anthony Byrne | Steven Knight | 26 d'agost de 2019      | 5.92                     |
| 27         | 3                | «Strategy»      | Anthony Byrne | Steven Knight | 1 de setembre de 2019   | 5.76                     |
| 28         | 4                | «The Loop»      | Anthony Byrne | Steven Knight | 8 de setembre de 2019   | 5.74                     |
| 29         | 5                | «The Shock»     | Anthony Byrne | Steven Knight | 15 de setembre de 2019  | 5.42                     |
| 30         | 6                | «Mr Jones»      | Anthony Byrne | Steven Knight | 22 de setembre de 2019  | 6.12                     |

### Sisena temporada
| Núm. total | Núm. en la sèrie | Títol              | Direcció      | Guió          | Data d'emissió original | Espectadors UK (milions) |
| ---------- | ---------------- | ------------------ | ------------- | ------------- | ----------------------- | ------------------------ |
| 31         | 1                | «Black Day»        | Anthony Byrne | Steven Knight | 27 de febrer de 2022    | 6.59                     |
| 32         | 2                | «Black Shirt»      | Anthony Byrne | Steven Knight | 6 de març de 2022       | 5.97                     |
| 33         | 3                | «Gold»             | Anthony Byrne | Steven Knight | 13 de març de 2022      | 5.08                     |
| 34         | 4                | «Sapphire»         | Anthony Byrne | Steven Knight | 20 de març de 2022      | 5.17                     |
| 35         | 5                | «The Road to Hell» | Anthony Byrne | Steven Knight | 27 de març de 2022      | 5.02                     |
| 36         | 6                | «Lock and Key»     | Anthony Byrne | Steven Knight | 3 d'abril de 2022       | 5.21                     |

## Rebuda
La sèrie ha estat rebuda amb crítiques positives en la seva major part i lloada per la seva cinematografia elegant i carismàtiques interpretacions, així com la representació d'una part de la història britànica rarament explorada per la televisió. Algunes de les crítiques negatives a la sèrie argumenten que els accents semblen inconsistents o incongruents i que alguns dels guions són maldestres. Peaky Blinders ha estat valorada amb un 8.8/10 a IMDb el desembre de 2017.
Alguns crítics l'han comparat amb altres drames nord-americans, especialment Boardwalk Empire, amb el qual comparteix alguns temes i context històric. El guionista principal de la sèrie, Steven Knight, va declarar en una entrevista que «mai havia vist The Wire o Boardwalk Empire». Quan li van preguntar si havia evitat deliberadament veure aquests drames, va respondre que va ser «deliberat d'alguna forma perquè en comparar amb altres treballs existents s'afecta allò que es fa, inevitablement».